# Elias Aspelin
Elias Aspelin, född 7 september 1721 i Fryele socken, död 20 oktober 1795 i Långasjö, var en svensk präst och botaniker, en av Linnés lärjungar.

## Levnadslopp
Aspelin blev student vid Uppsala universitet 1741 och filosofie magister 1752. Han prästvigdes 1754, blev kyrkoherde i Långasjö 1772 och prost 1783.

## Flora oeconomica
Aspelin försvarade under Carl von Linnés presidium en avhandling kallad Flora oeconomica 1748 och utgav följande år en svensk upplaga av densamma.
Linné skrev själv många av de avhandlingar respondenterna försvarade. Vissa författare menar att Flora oeconomica skrevs av Aspelin själv, men i vilket fall som helst översatte han den från latinet.
Flora oeconomica är en katalog över växter som ansågs kunna vara av nytta i hushållningen för jordbruket, den lantliga ekonomin i allmänhet och i konsterna eller i matlagningen som föda, färgämnen, parfymer, byggnadsmaterial eller som grund för att göra kläder. Den utger sig inte för att beskriva växternas medicinska användningsområden. Växterna räknas upp i den ordning, i vilken de finns i Linnés Flora Svecica, men några botaniska beskrivningar görs inte här. Verket begränsar sig till användningsområdet för de växter som finns i Sverige.

## Familj
Elias Aspelin var son till Jonas Aspelin, kyrkoherde i Fryele församling i Växjö stift. Han var brorson till Eric Fröberg.
Elias Aspelin gifte sig med Christina Rebecka Wickelgren. Sonen Petrus Jonas Aspelin, född 1776, död 1800, blev filosofie magister, sonen Johan David Aspelin var kyrkoherde i Tolgs församling och titulärprofessor. Dottern Maria Helena Aspelin gifte sig med kyrkoherde Carl Meurling.